# بوسي لارسون
بوسي لارسون (بالسويدية: Bosse Larsson)‏ هو مقدم تلفزيوني سويدي، ولد في 2 فبراير 1934 في Haninge Municipality ‏ في السويد، وتوفي في 12 يونيو 2015 في Västerhaninge ‏ في السويد.

## وصلات خارجية
- بوسي لارسون على موقع IMDb (الإنجليزية)
- بوسي لارسون على موقع ميوزك برينز (الإنجليزية)
- بوسي لارسون على موقع قاعدة بيانات الفيلم (الإنجليزية)